# Herpetotherinae
Herpetotherinae Lesson, 1843 è una sottofamiglia di uccelli rapaci della famiglia Falconidae.

## Tassonomia
Comprende i seguenti generi e specie:
- Genere Herpetotheres
  - Herpetotheres cachinnans (Linnaeus, 1758) - falco sghignazzante
- Genere Micrastur
  - Micrastur ruficollis (Vieillot, 1817) - falco di foresta barrato
  - Micrastur plumbeus Sclater, WL, 1918 - falco di foresta plumbeo
  - Micrastur gilvicollis (Vieillot, 1817) - falco di foresta golagrigia
  - Micrastur mintoni Whittaker, 2003 - falco di foresta criptico
  - Micrastur mirandollei (Schlegel, 1862) - falco di foresta di Mirandolle
  - Micrastur semitorquatus (Vieillot, 1817) - falco di foresta dal collare
  - Micrastur buckleyi Swann, 1919 - falco di foresta di Buckley